# Abel-Keramim
Abel-Keramim („łąka winnic”) – wieś Ammonitów, do której według biblijnej Księgi Sędziów 11,33 dotarł Jefte, pokonując ich w walce. Lokalizowane bywa w Jordanii, pomiędzy starożytnym Cheszbonem a Rabbą.